# Forte Chittor
Forte Chittor o Chittorgarh è uno dei più grandi forti in India ed un sito riconosciuto dall'UNESCO come patrimonio dell'umanità. Il forte fu la capitale del Mewar ed è oggi situato nei pressi di Chittorgarh. Si trova su di una collina all'altezza di 180 metri sulla pianura circostante e copre un'area di 2,80 km2 nella valle del fiume Berach. Il sito ospita i resti di numerosi palazzi, porte, templi e due torri commemorative. Queste monumentali rovine hanno ispirato l'immaginazione di turisti e scrittori per molti secoli.
Dal VII secolo, il forte fu la capitale del regno Mewar. Essa fu attaccata tre volte dai regnanti musulmani: nel 1303 Allauddin Khilji sconfisse Rana Ratan Singh, nel 1535 Bahadur Shah, sultano di Gujarat, sconfisse Bikramjeet Singh e nel 1567 l'imperatore Akbar sconfisse Udai Singh II che abbandonò il forte e fondò Udaipur. Ogni volta gli uomini combatterono coraggiosamente uscendo fuori dalle mura del forte per assaltare il nemico, ma vennero sempre sconfitti. A seguito di queste sconfitte, il Jauhar venne attuato tre volte da più di 13.000 donne e bambini dei soldati Rajput, che persero la vita in battaglia al forte Chittor, prima guidate da Rani Padmini moglie di Rana Rattan Singh, che venne ucciso nella battaglia del 1303, e in seguito da Rani Karnavati nel 1537. Così, il forte rappresenta la quintessenza del tributo al nazionalismo, al coraggio, alla cavalleria medievale e al sacrificio mostrato dai governanti Mewar di Sisodia e dai loro parenti, donne e bambini, tra il VII e il XVI secolo. I governanti, i loro soldati, le donne della regalità e la gente comune consideravano la morte come una scelta migliore rispetto al disonore della resa agli eserciti invasori stranieri.
Nel 2013, alla 37ª sessione del World Heritage Committee tenuta a Phnom Penh, in Cambogia, il forte Chittor, assieme ad altri cinque forti del Rajasthan, venne riconosciuto dall'UNESCO patrimonio dell'umanità sotto la denominazione di Fortezze collinari del Rajasthan.

## Geografia
Chittorgarh, situata nel sud del Rajasthan, si trova a 233 chilometri da Ajmer, a metà strada tra Delhi e Mumbai sulla strada nazionale 8, nella rete stradale detta del Golden Quadrilateral, all'incrocio delle strade nazionali 76 e 79.
Il forte si eleva bruscamente dalla pianura circostante e si sviluppa su una superficie di 2,8 km2, su una collina alla quota di 180 metri sulla pianura circostante e a 500 metri sul livello del mare. Si trova sulla riva sinistra del fiume Berach (un affluente del Banas) ed è legato alla nuova città di Chittorgarh (conosciuta come la 'città bassa') sviluppatasi in pianura dopo il 1568, quando il forte venne abbandonato alla luce dell'introduzione dell'artiglieria nel XVI secolo, e pertanto, la capitale fu spostata nella più sicura Udaipur, che si trova sul fianco orientale della catena dei monti Aravalli. L'imperatore Moghul Akbar attaccò e saccheggiò il forte, che era uno degli 84 del regno Mewar, ma la capitale fu spostata sulle colline degli Aravalli dove l'artiglieria pesante e la cavalleria non erano efficaci. Una tortuosa strada collinare di oltre un chilometro dalla città nuova porta al cancello principale lato ovest del forte, chiamato Ram Pol. All'interno della fortezza, una strada circolare fornisce l'accesso a tutte le porte e ai monumenti che si trovano all'interno delle mura.
Il forte, che una volta vantava 84 serbatoi idrici, ne ha oggi solo 22. Questi sono alimentati da un bacino naturale e dalle precipitazioni atmosferiche, e hanno una capacità di 4 miliardi di litri in grado di soddisfare le esigenze idriche di un esercito di 50.000 uomini. La riserva potrebbe durare per quattro anni. Queste riserve idriche sono sotto forma di stagni e pozzi.

## Storia

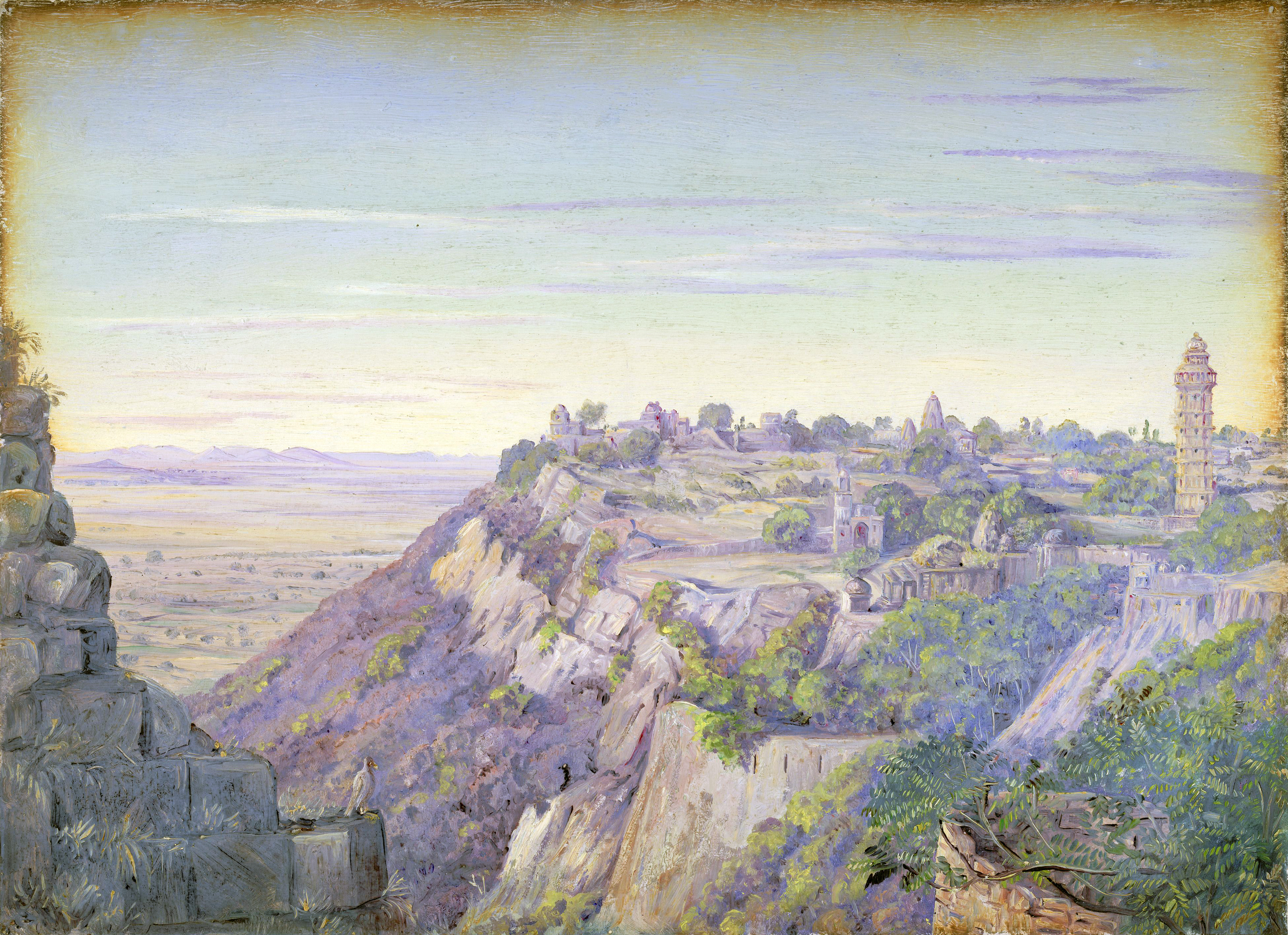
Un dipintio del forte (1857)

Chittorgarh (garh significa forte) era chiamata in origine Chitrakut. Si dice sia stata costruita dai locali regnanti Maurya (da non confondersi con l'impero Maurya). Secondo una leggenda, il nome del forte deriverebbe dal suo fondatore Chitranga. Un'altra leggenda attribuisce la costruzione ad un leggendario eroe, Bhima: essa afferma che Bhima fece un foro nel terreno, e ne uscì una grande quantità d'acqua che creò un grosso serbatoio. La riserva idrica presumibilmente formata da Bhima è un serbatoio artificiale chiamato Bhimlat kund. Diversi piccoli stupa buddisti, risalenti al IX secolo, sono stati trovati sulle rive del lago Jaimal Patta sulla base di scritti dell'epoca.
Il regnante Guhila (Gahlot) Bappa Rawal si dice abbia conquistato il forte nel 728 o nel 734. Una fonte riporta che ricevette il forte in dote. Secondo un'altra versione della leggenda, Bappa Rawal conquistò il forte ai mlechchhas o ai Moris. Lo storico R. C. Majumdar sostenne che i Moris (Mauryas) regnavano a Chittor quando gli arabi (mlechchhas) invasero il nord-ovest dell'India intorno al 725. Questi sconfissero i Moris, e a loro volta, vennero sconfitti da una confererazione comprendente Bappa Rawal. R. V. Somani sostiene che Bappa Rawal era un componente dell'esercito di Nagabhata I. Alcuni storici dubitano delle veridicità di questa leggenda, ritenendo che Guhilas non controllava Chittor prima del regno dell'ultimo re Allata.

### Assedio del 1303
Ala ud din Khilji, sultano di Delhi, inviò le sue forze contro il regno Mewar, nel 1303. Il forte Chittor era all'epoca considerato grande e imprendibile, sito in cima ad una collina naturale. Ma la motivazione immediata che lo portava ad invadere il forte era il suo desiderio ossessivo di catturare Rani Padmini, l'ineguagliabile bella regina di Rana Ratan Singh e portarla nel suo harem. Rana, per educazione, consentì a Khilji di vedere Padmini attraverso una serie di specchi. Ma questa visione di Padmini intensificò ulteriormente il desiderio di Khilji di possederla. Dopo averla vista, in seguito ad un gesto di cortesia, quando Rana accompagnò il sultano alla porta esterna, venne catturato a tradimento. Khilji disse alla regina che Rana sarebbe stato rilasciato solo se lei avesse accettato di unirsi al suo harem. Ma la regina aveva altri piani. Accettò di andare al suo campo se le avesse consentito di andarvi in stile regale con un entourage, in stretta segretezza. Ma Padmini, invece di andare al campo, inviò 700 soldati ben armati, nascosti tra i rifiuti, che presero Rana e lo portarono al forte. Khilji li inseguì e ne scaturì una feroce battaglia, presso la porta esterna del forte, nella quale i soldati Rajput vennero sopraffatti e Rana fu ucciso.

Khilji vinse la battaglia il 26 agosto 1303. Subito dopo, invece di arrendersi al sultano, le donne reali Rajput, guidate da Rani Padmini, preferirono morire con il tragico rito Jauhar (auto immolazione su una pira). Per vendetta, Khilji uccise trentamila Rajput. Affidò poi il forte al figlio Khizr Khan e lo rinominò Khizrabad. Regalò a suo figlio 
"un baldacchino rosso, una tunica ricamata d'oro e due stendardi, uno verde e l'altro nero, gettando su di lui rubini e smeraldi."
 Ritornò poi a Delhi dopo la feroce battaglia al forte.

### Rana Hammir e i suoi successori
Il regno di Khizr Khan al forte durò fino a 1311, ma in seguito alle pressioni dei Rajput fu costretto ad affidare il potere al capo Sonigra, Maldeva, che tenne il forte per 7 anni. Hammir Singh, usurpò il controllo del forte a Maldeva a seguito di "tradimenti e intrighi" e Chittor, ancora una volta, riacquistò la sua gloria passata. Hammir, prima della sua morte nel 1364, aveva convertito il Mewar in un regno abbastanza grande e prospero. La dinastia (e clan) da lui generata fu conosciuta con il nome Sisodia dal paese dove era nato. Suo figlio Ketra Singh gli succede e governò con onore e potenza. Il figlio di Ketra Singh, Lakha, che salì al trono nel 1382, vinse diverse guerre. Il suo famoso nipote Rana Kumbha salì al trono nel 1433, e in quell'epoca i musulmani di Malwa e Gujarat avevano acquisito una notevole potenza ed erano desiderosi di conquistare il potente regno Mewar.

### Rana Kumbha e il clan

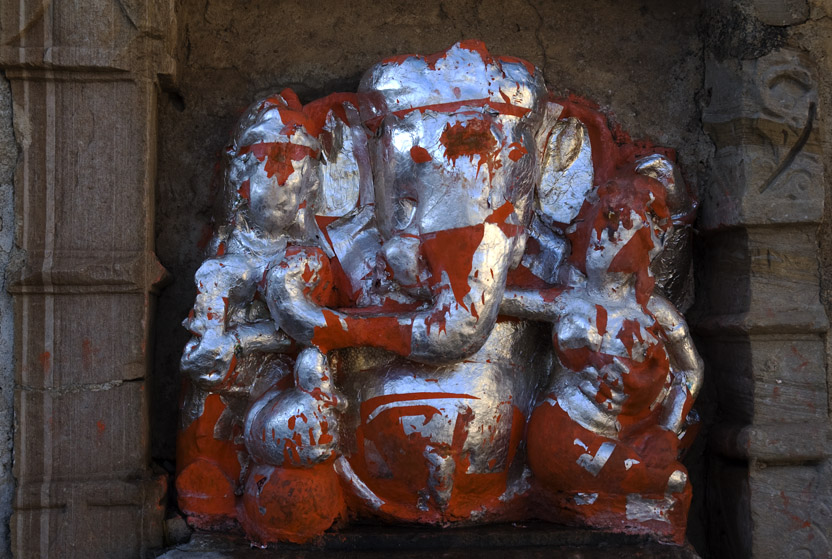
Statua di Ganesh al forte Chittor

Vi fu una ripresa durante il regno di Rana Kumbha nel XV secolo. Egli, noto anche come Maharana Kumbhakarna, figlio di Rana Mokal, governò il Mewar tra il 1433 e il 1468 e viene accreditato della ricostruzione del regno Mewar. Costruì 32 forti (84 forti costituivano la difesa di Mewar), di cui uno a proprio nome, chiamato Kumbalgarh. Ma la sua morte, nel 1468, avvenne per mano di suo figlio Rana Udaysimha (Uday Singh I) che lo assassinò per ottenere il trono di Mewar. Questo parricidio non fu apprezzato dalla gente di Mewar e di conseguenza suo fratello Rana Raimal assunse il potere nel 1473. Dopo la sua morte nel maggio 1509, divenne sovrano di Mewar, Sangram Singh suo figlio minore (noto anche come Rana Sanga), che realizzò una nuova fase nella storia di Mewar. Rana Sanga, con il sostegno di Medini Rai (un Rajput capo di Alwar), combatté una grande battaglia contro l'imperatore Moghul Babar a Khanwa nel 1527. Egli diede inizio a un periodo di prestigio per Chittor sconfiggendo i governanti del Gujarat e interferendo efficacemente nelle questioni di Idar. Conquistò anche piccole aree del territorio del sultanato di Delhi. Nella battaglia che ne seguì, contro Ibrahim Lodi, Rana ottenne la vittoria e conquistò alcuni distretti di Malwa. Egli sconfisse anche la potenza combinata del sultano Muzaffar del Gujarat e del sultano di Malwa. Nel 1525, Rana Sanga aveva sviluppato Chittor e Mewar, in virtù del suo grande intelletto e valore, in uno stato militare formidabile. Ma in una battaglia decisiva, che fu combattuta contro Babar il 16 marzo 1527, l'esercito Rajput di Rana Sanga subì una terribile sconfitta e Sanga riuscì a rifugirsi in una delle sue fortezze. Ma subito dopo, in un altro attacco al forte Chanderi, il valoroso Rana Sanga morì e con la sua morte la confederazione Rajput crollò inesorabilmente.

### Assedio del 1535
Bahadur Shah, che salì al trono nel 1526 come sultano di Gujarat, assediò forte Chittor nel 1535. Il forte venne saccheggiato, e ancora una volta i dettami medievali della cavalleria determinarono il risultato. Dopo la fuga di Rana, di suo fratello Udai Singh e del fedele Panna Dhai a Bundi, si dice che 13.000 donne Rajput fecero Jauhar (auto immolazione sulla pira) e 3.200 guerrieri Rajput si precipitarono fuori dal forte per combattere e morire (saka.

### Assedio del 1567

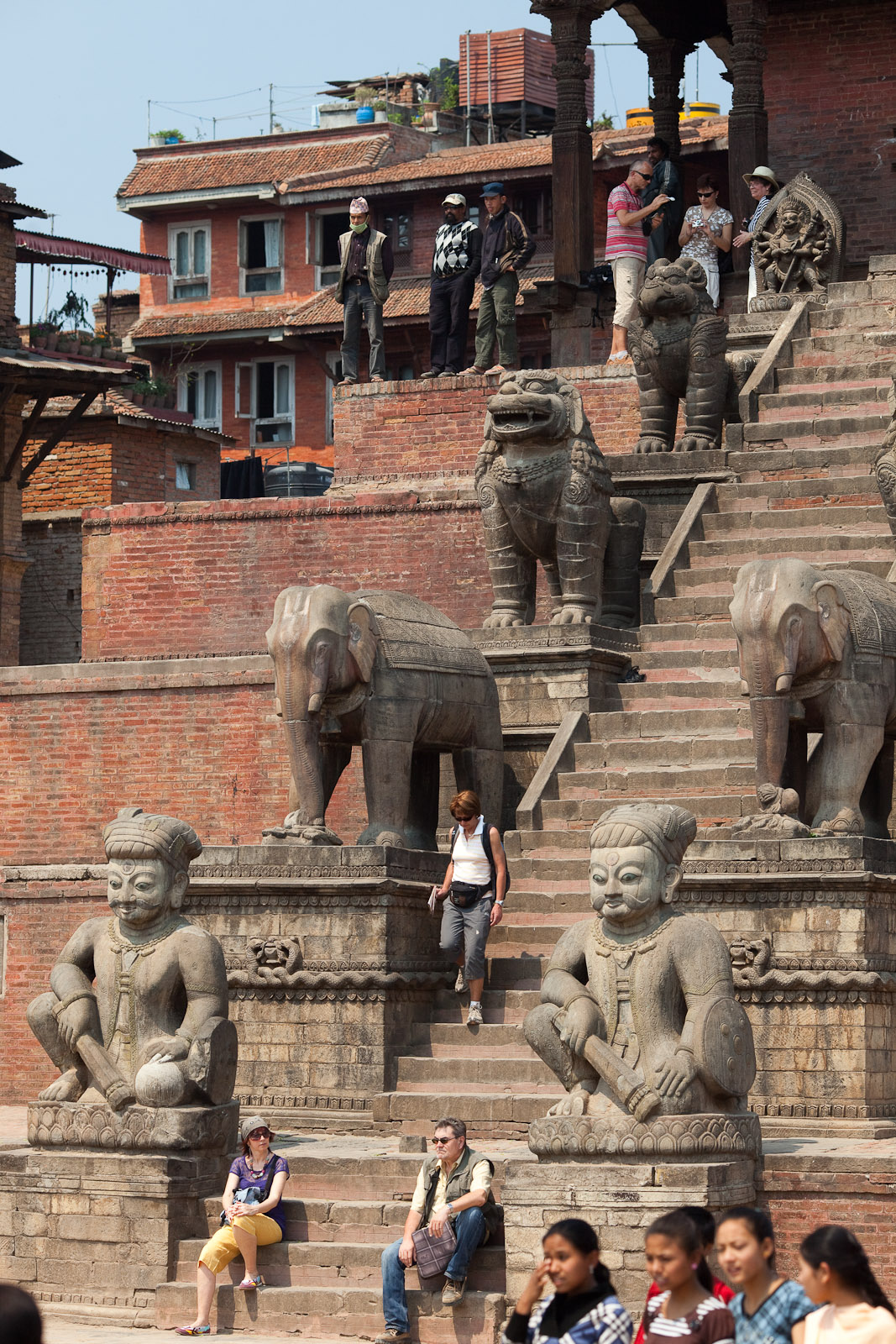
I guerrieri Rajput Rao Jaimal e Patta (Rajasthan) rappresentati da due statue nel tempio Nyatapola a Bhaktapur Nepal

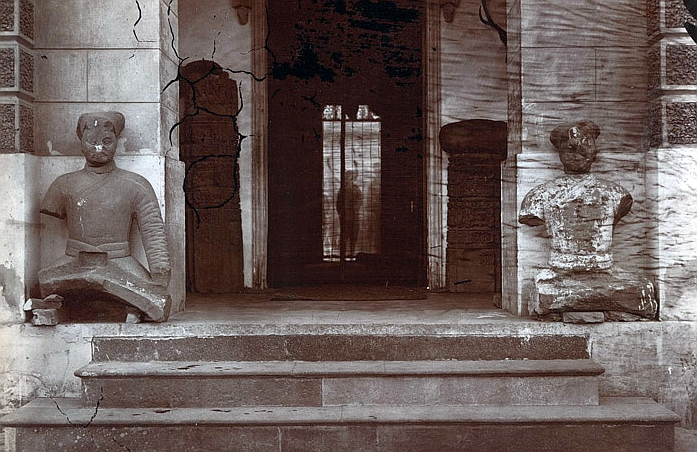
Rao Jaimal e Patta (Rajasthan), su un paio di elefanti di marmo nero all'esterno del Delhi Gate al Forte rosso. In origine fuori dal forte di Agra

L'assedio finale di forte Chittor avvenne 33 anni dopo, nel 1567, quando l'imperatore Moghul, Akbar, invase il forte. Akbar voleva conquistare Mewar, che veniva abilmente governata da Udai Singh II, principe di Mewar. Per divenire supremo signore del nord dell'India, voleva catturare la rinomata fortezza di Chittor, come avamposto per conquistare tutta l'India. Shakti Singh, figlio del Rana, che aveva litigato con il padre, era fuggito e si avvicinò ad Akbar quando questi si accampò a Dholpur preparandosi ad attaccare Malwa. Durante uno di questi incontri, nel mese di agosto 1567, Shakti Singh venne a sapere, da un'osservazione fatta per scherzo dall'imperatore Akbar, che egli aveva intenzione di muovere guerra contro Chittor. Akbar aveva detto a Shakti Singh, per scherzo, che qualora suo padre non si fosse sottomesso a lui, come avevano fatto altri principi e capi della regione, lo avrebbe attaccato. Sorpreso da questa rivelazione, Shakti Singh si precipitò a Chittor e informò il padre dell'imminente invasione di Akbar. Questi, furioso per la partenza di Shakti Singh, decise di attaccare Mewar per umiliare l'arroganza di Rana. Nel mese di settembre 1567, l'imperatore partì per Chittor, e il 20 ottobre 1567, si accampò nelle vaste pianure ai piedi del forte. Nel frattempo, Rana Udai Singh, su consiglio dei saggi del regno, decise di lasciare Chittor per recarsi sulle colline di Udaipur. Rao Jaimal e Patta (Rajasthan), due capi dell'esercito di Mewar, vennero lasciati alle spalle per difendere il forte insieme a 8.000 guerrieri Rajput. Akbar assediò la fortezza. La battaglia continuò fino al 21 febbraio 1568. In quel giorno Jaymal venne ferito gravemente ma continuò a lottare con l'aiuto di Patta. Jayamal ordinò il saka quando molte principesse di Mewar e nobili matrone fecero l'auto immolazione sulle pire funebri. Il giorno successivo vennero aperti i cancelli del forte e i soldati Rajput si precipitarono fuori per combattere i nemici. Rao Jaimal e Rawat Patta Singh Sisodia vennero uccisi in azione. Si stima che solo 5.000 soldati Moghul siano stati uccisi in azione.

## Complesso
Il forte, che ha la forma di un pesce, ha un perimetro di 13 km con una lunghezza massima di 5 km e copre un'area di 2,83 km2. È raggiungibile, dalla pianura circostante, attraverso un'impervia strada a tornanti lunga 1 km., dopo aver attraversato un ponte in pietra. Il ponte scavalca il fiume Gambhiri ed è sostenuto da dieci archi. Oltre alle due alte torri che dominano la fortezza, il resto del sito è costituito da una pletora di templi (molti dei quali in rovina).
Il forte è circondato da mura lunghe circa 13 km, e una pendenza di 45° delle rampe della collina lo rendevano quasi inaccessibile ai nemici. La salita al forte passa attraverso sette porte costruite dal re Mewar Rana Kumbha (1433- 1468) del clan Sisodia. Queste porte sono chiamate, dalla base alla cima della collina, Paidal Pol, Bhairon Pol, Hanuman Pol, Ganesh Pol, Jorla Pol, Laxman Pol e Ram Pol, la porta finale e principale.
Il complesso del forte è costituito da 65 strutture storiche, tra cui 4 palazzi, 19 templi principali, 4 memoriali e 20 corpi idrici funzionali. Questi possono essere suddivisi in due grandi fasi di costruzione. La prima fortezza, con un ingresso principale, è stata fondata nel V secolo e successivamente fortificata fino al XII. I suoi resti sono per lo più visibili sui bordi occidentali del pianoro. La seconda più significativa struttura, è stata costruita nel XV secolo, durante il regno dei Rajput Sisodia, quando l'ingresso fu trasferito e fortificato con sette porte, e le mura medievali vennero costruite su una struttura anteriore del XIII secolo.
Oltre al complesso del palazzo, che si trova sulla zona più alta e sicura del sito nella parte occidentale del forte, molte delle altre strutture importanti, come ad esempio il tempio Shyam Kumbha, il tempio Mīrābāī, il tempio Varah Adi, il tempio Shringar Chauri, e il memoriale Vijay Stambh sono stati costruiti nella seconda fase. Rispetto alle aggiunte successive di governanti Sisodia nel corso del XIX e XX secolo, la fase di costruzione predominante illustra uno stile relativamente puro Rajput combinato con un eclettismo minimo, come ad esempio le costruzioni a volta che sono state prese in prestito dall'architettura del sultanato. I 4,5 km. di mura con rinforzi circolari integrati sono realizzate con muratura in pietra e malta di calce, e si ergono a 180 metri sopra la pianura circostante. Con l'aiuto delle sette porte di pietra massiccia, in parte fiancheggiate da torri esagonali o ottagonali, l'accesso al forte è limitato a uno stretto sentiero che si inerpica su per la ripida collina attraverso successivi passaggi, sempre più stretti. La settima e ultima porta conduce direttamente nella zona del palazzo, che integra una varietà di strutture residenziali e ufficiali. Il Rana Kumbha Mahal, il palazzo di Rana Kumbha, è una grande struttura interna Rajput e incorpora il Kanwar Pade Ka Mahal (palazzo dell'erede) e il palazzo della poetessa Mīrābāī (1498-1546). L'area del palazzo è stata ulteriormente ampliata nei secoli successivi, quando sono state aggiunte altre strutture, come ad esempio il Ratan Singh Palace (1528-1531) o Fateh Prakash, chiamato anche Badal Mahal (1885-1930).

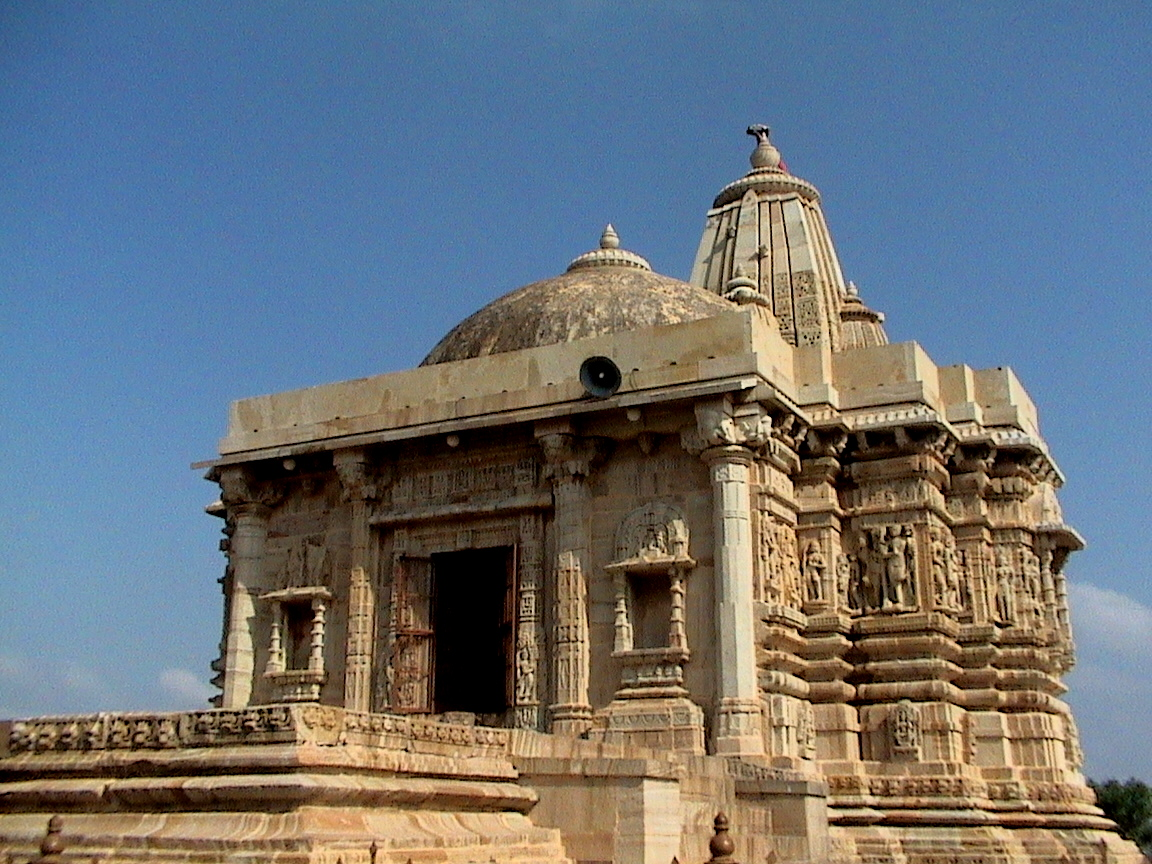
Tempio gianista a Kirtistambha

Anche se la maggior parte delle strutture dei templi rappresentano la religione indù, come il tempio Kalikamata (VIII secolo), il tempio Kshemankari (825-850), il tempio Shyam Kumbha (1448) o il tempio Adbuthnath (XV-XVI secolo), altri templi rappresentano la fede gianista, come Sattaees Devari, Shringar Chauri (1448) e Sat Bis Devri (metà del XV secolo) e anche i due memoriali torre, Kirti Stambh (XII secolo) e Vijay Stambha (1433 -1468) sono monumenti gianisti. Essi si distinguono per le loro rispettive altezze di 24 e 37 m. che garantiscono la loro visibilità dalla maggior parte delle posizioni del complesso fortificato. Infine, questo è sede di un agglomerato comunale contemporaneo di circa 3.000 abitanti, che si trova vicino al serbatoio Ratan Singh all'estremità settentrionale del sito.

### Porte

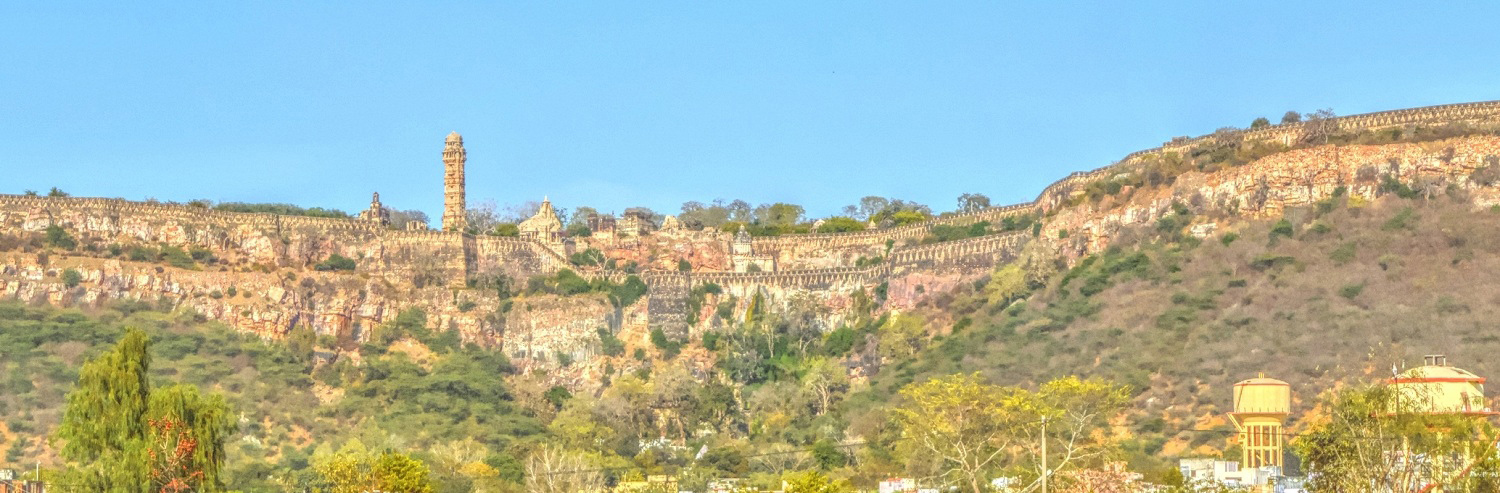
Una vista del forte dalla città di Chittorgarh.

Il forte ha un totale di sette porte (in lingua locale, la porta si chiama Pol), vale a dire Padan Pol, Bhairon Pol, Hanuman Pol, Ganesh Pol, Jodla Pol, Laxman Pol e la porta principale Ram Pol (Porta del dio Rama). Tutte le porte del forte sono state costruite come massicce strutture in pietra con fortificazioni sicure per la difesa militare. I battenti delle porte, con archi a sesto acuto, sono rinforzati per respingere elefanti e colpi di cannone. La parte superiore delle porte hanno parapetti merlati per consentire agli arcieri di tirare contro l'esercito nemico. Una strada circolare all'interno della fortezza collega tutte le porte e fornisce l'accesso ai numerosi monumenti (palazzi in rovina e 130 templi).
Durante il secondo assedio, il principe Bagh Singh morì alla Padan Pol nel 1535. Rao Jaimal di Badnore e il suo compagno di clan Kalla, vennero uccisi da Akbar tra la Bhairon Pol e la Hanuman Pol nell'ultimo assedio del forte nel 1567 (Kalla trasportava il ferito Jaimal fuori dal combattimento). Alcuni Chhatri, con il tetto sostenuto da archi, sono stati costruiti per commemorare il loro sacrificio. Le loro statue sono state erette, per ordine dell'imperatore Akbar, per commemorare la loro valorosa morte. Presso ogni porta, sono anche stati costruiti cenotafi di Rao Jaimal (sotto forma di una statua di un guerriero Rajput a cavallo) e Patta. Alla Ram Pol, la porta d'ingresso al forte, è stato costruito un Chaatri in memoria del quindicenne Patta di Kelwa, che aveva perso il padre in battaglia, e aveva visto la madre e la moglie combattere valorosamente con la spada e morire sul campo di battaglia presso questa porta. Egli guidò i guerrieri Rajput, vestiti color zafferano, tutti morti combattendo per l'onore di Mewar. La Suraj Pol (porta del sole) da l'accesso alle mura orientali del forte. Sulla destra della Suraj Pol si trova la Darikhana o Sabha (sala consiliare) dietro cui si trovano un tempio dedicato a Ganesha e le zenana (abitazioni per le donne). Un serbatoio d'acqua si trova verso la sinistra della Suraj Pol. C'è anche una porta particolare, chiamata Jorla Pol (porta congiunta), costituita da due porte unite insieme. L'arco superiore della Jorla Pol è collegato alla base della Lakshman Pol. Si dice che questa caratteristica non sia stata notata altrove in India. La Lokota Bari è la porta alla punta settentrionale del forte, mentre una piccola apertura, utilizzata per scagliare i criminali nel baratro, si trova a sud.

### Vijay Stambha

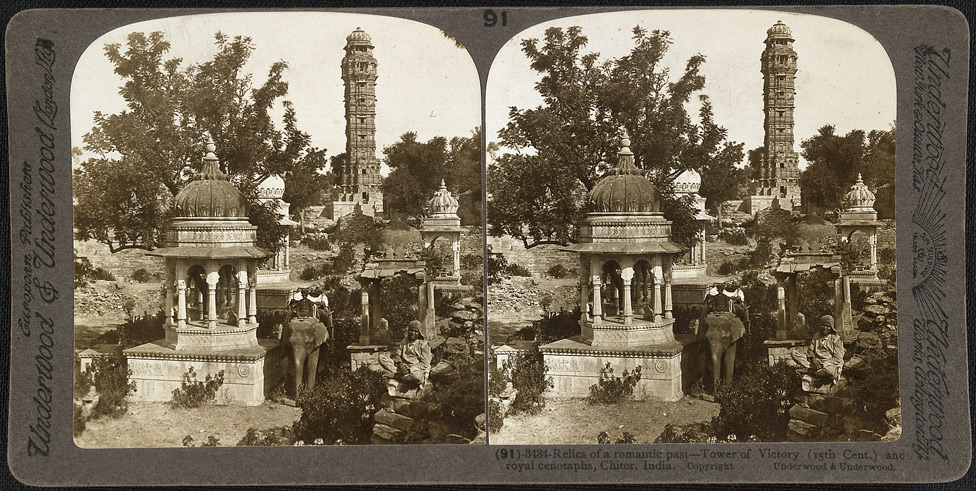
Vista stereoscopica del tempio Vijaya Stamaba con altri resti.

La Vijay Stambha (torre della vittoria) o Jaya Stambha, definita il simbolo di Chittor in una particolare audace espressione di trionfo, venne eratta da Rana Kumbha tra il 1458 e il 1468 per commemorare la sua vittoria su Mahmud Shah I Khalji, sultano di Malwa, nel 1440. Costruita in un periodo di dieci anni, è alta 37.2 metri su un basamento avente una superficie di 4,4 m2. La torre ha nove piani ai quali si accede da una scala interna di 157 scalini (l'interno è interamente scolpito) fino all'ottavo piano, dal quale si ha una buona vista sulla nuova città di Chittorgath. La cupola, che venne aggiunta dopo, fu danneggiata da un fulmine e riparata nel corso del XIX secolo. La Stamba è ora illuminata la sera e da essa si ha una bella veduta su Chittorgath.

### Kirti Stambha

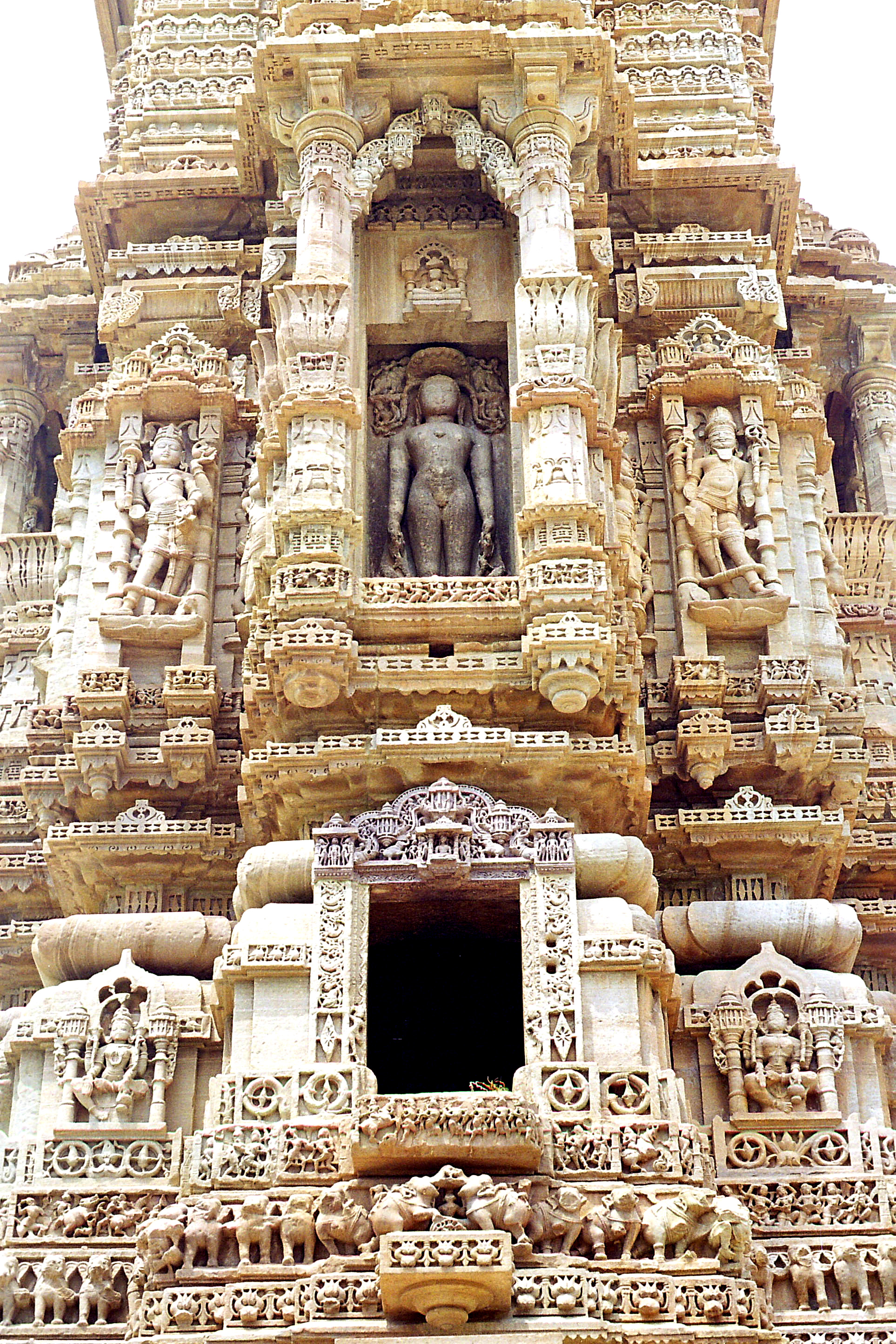
Dettagli architettonici della Kirti Stambh

La Kirti Stambha (torre della fama) è alta 22 metri e venne costruita su un basamento di 9,1 metri di lato e alto 4,5 metri; è decorata con sculture gianiste all'esterno ed è più antica (probabilmente del XII secolo) e più piccola della Torre della vittoria. Fatta costruire da un mercante giainista, Jijaji Rathod, è dedicata a Adinath, il primo tirthankar gianista (riverito maestro gianista). Nel piano più basso della torre si trovano statue di diversi tirthankar del pantheon gianista inserite in nicchie realizzate per ospitarle. Questi sono monumenti digambara. Una stretta scala con 54 scalini porta alla sommità attraverso sei piani. Il padiglione sommitale, che fu aggiunto nel XV secolo, ha dodici colonne.

### Palazzo di Rana Kumbha
Al cancello d'ingresso vicino al Vijaya Stamba, si trova il palazzo di Rana Kumbha (in rovina), il più antico monumento del forte. Il palazzo comprende scuderie per cavalli ed elefanti e un tempio dedicato al dio Shiva. Maharana Udai Singh, il fondatore di Udaipur, nacque qui; il folklore popolare legato alla sua nascita narra che la sua balia, Panna Dai, lo salvò mettendo il proprio figlio al suo posto come esca, che venne ucciso da Banbir. Il principe fu portato via in un cesto di frutta. Il palazzo è costruito con pietra intonacata. La sua caratteristica notevole è la splendida serie di balconi a baldacchino. L'ingresso al palazzo avviene attraverso la Suraj Pol che conduce in un cortile. Rani Mīrābāī, la famosa santa poeta, visse anche in questo palazzo, dove morì Rani Padmini, che si immolò sulla pira funebre in una delle cantine sotterranee, facendo Jauhar insieme a molte altre donne. La Nau Lakha Bandar (tesoreria dei novecentomila), sede del tesoro reale di Chittor, è situata nelle vicinanze. Ora, di fronte al palazzo si trova un museo e l'ufficio archeologico. Il tempio Singa Chowri si trova nelle vicinanze.

### Palazzo Fateh Prakash

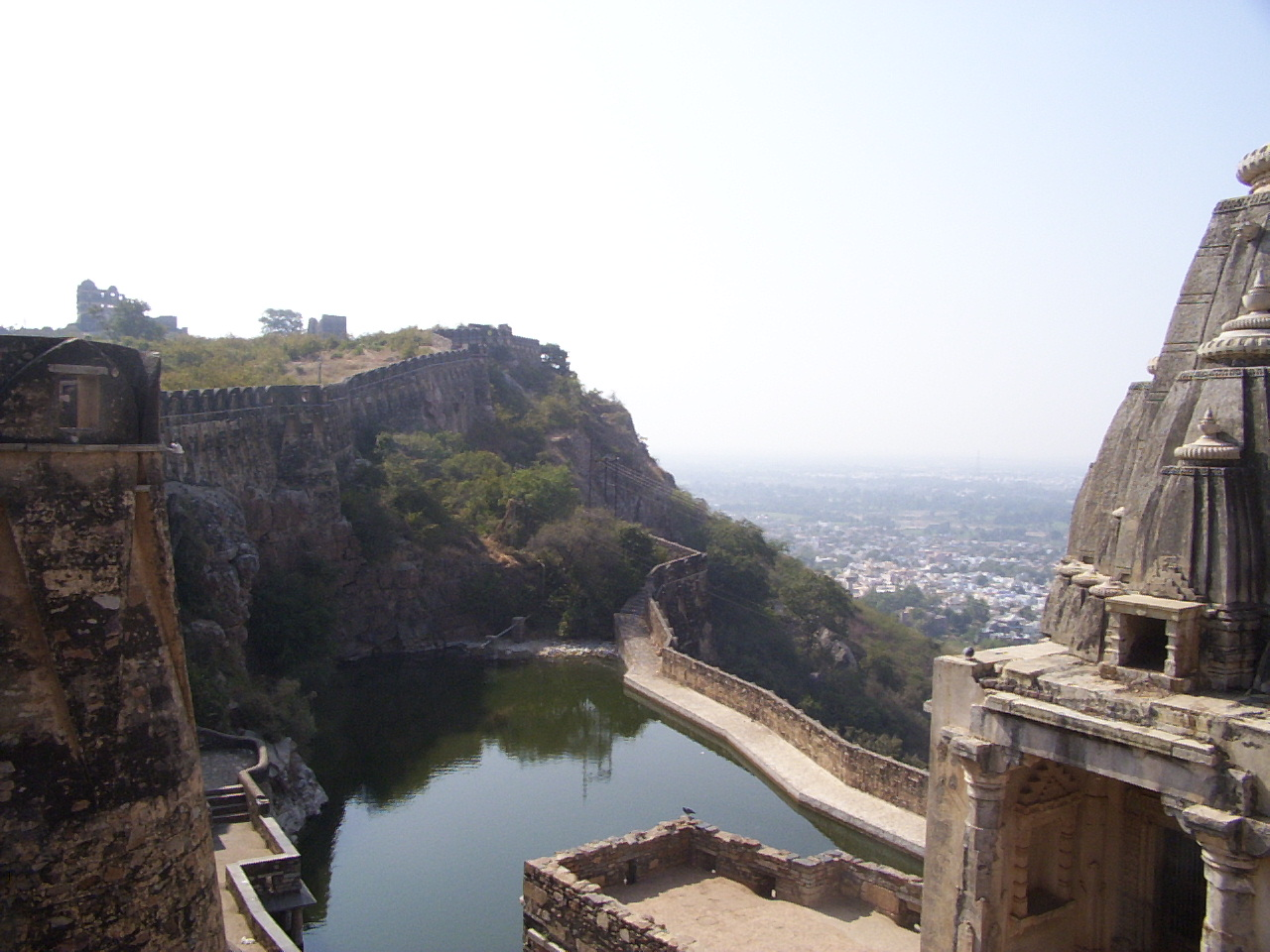
Il serbatoio Gaumukh

Nei pressi del palazzo Rana Khumba, fatto costruire da Rana Fateh Singh, vi sono delle abitazioni moderne e un piccolo museo. Nelle vicinanze si trova una scuola per i bambini del luogo (circa 5.000 persone vivono dentro il forte).

### Serbatoio Gaumukh
Una sorgente idrica alimenta il serbatoio attraverso la bocca di una mucca scolpita nella roccia. Questa piscina è stata la principale fonte di acqua durante i numerosi assedi.

### Palazzo di Padmini
Il palazzo di Padmini o palazzo di Rani Padmini è un edificio bianco a tre piani (ricostruzione del XIX secolo del palazzo originale). Si trova nella parte meridionale del forte. Chhatri (padiglioni) coronano i tetti del palazzo e un fossato d'acqua circonda lo stesso. Questo stile di palazzo divenne il precursore di altri palazzi costruiti nello stato con il concetto di Jal Mahal (palazzo circondato d'acqua). Fu in questo palazzo che fu consentito ad Alauddin di intravedere l'immagine allo specchio di Rani Padmini, moglie del Maharana Rattan Singh. È opinione diffusa che la visione della bellezza di Padmini, della quale egli era infatuato, lo convinse a distruggere Chittor per possederla. Il Maharana Rattan Singh venne ucciso e Rani Padmini fece Jauhar. La bellezza di Rani Padmini è stata paragonata a quella di Cleopatra e la storia della sua vita è una leggenda eterna nella storia di Chittor. Le porte di bronzo di questo padiglione sono state rimosse e trasportate ad Agra da Akbar.
La storia di Padmini ispirò la composizione del Padmāvat, un poema epico composto nel 1540 da Malik Muhammad Jayasi.

### Altri siti

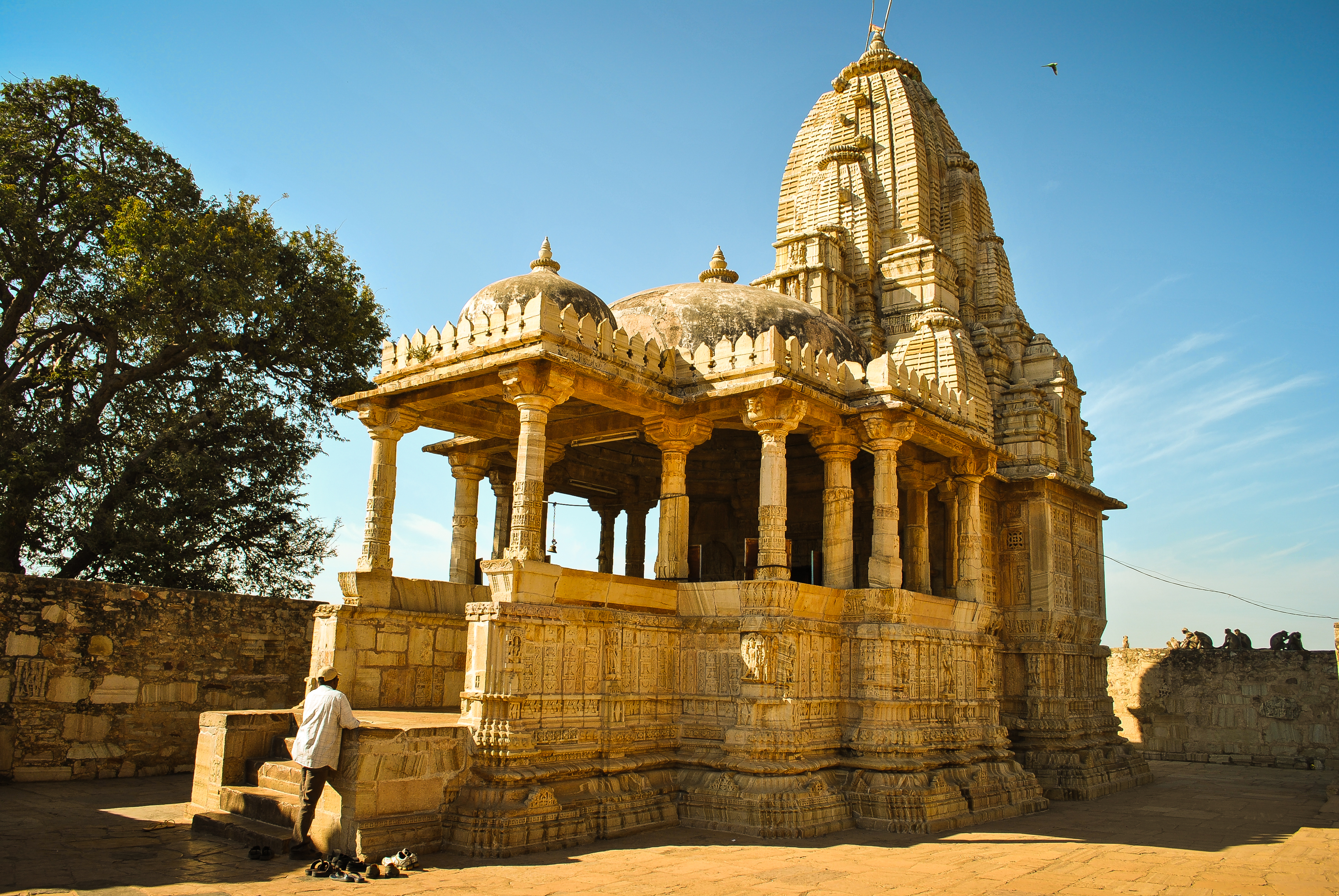
Il tempio Meera, dove la santa Mīrābāī pregava Krishna, dando inizio al suo movimento Bhakti. Forte Chittor, Rajasthan

Vicino al Kirti Sthamba si trova il tempio Meera, o tempio Mīrābāī. Rana Khumba lo fece costruire in un ornato stile indo-ariano. Viene associato alla mistica santa-poeta Mīrābāī, che era un'ardente devota del dio Krishna e dedicò tutta la vita al suo culto. Compose e cantò liriche bhajan chiamate Meera Bhajan. La leggenda popolare narra che con la benedizione di Krishna, sopravvisse dopo aver bevuto il veleno datogli dal suo malvagio cognato. Il tempio più grande, nello stesso complesso, è il Kumbha Shyam (Tempio Varaha). Il pinnacolo del tempio è a forma piramidale. Oggi si trova al suo interno un'immagine di Mīrābāī che prega Krishna.
Dall'altra parte del palazzo di Padmini si trova il tempio Kalika Mata. In origine, un tempio del sole datato all'VIII secolo e dedicato a Sūrya (dio del sole), venne distrutto nel XIV secolo. Fu poi ricostruito e dedicato alla dea Kālī.
Un altro tempio, nella zona occidentale del forte, è l'antico tempio Bhavani costruito in onore della dea Tulja Bhavani e considerato sacro. La Tope Khana (fonderia dei cannoni) si trova nelle vicinanze di questo tempio in un coertile, dove sono visibili alcuni vecchi cannoni.

## Cultura
Il forte e la città di Chittorgarh ospitano la più grande festa Rajput chiamata "Jauhar Mela". Essa si svolge annualmente nell'anniversario di uno dei jauhar, ma non ha uno specifico nome. Si ritiene generalmente che ricordi il Jauhar di Padmini, che è il più famoso. Questa festa si svolge, in primo luogo, per commemorare il coraggio degli antenati Rajput e tutti e tre i jauhar che avvennero a forte Chittor. Un grande numero di Rajput, che comprende i discendenti della maggior parte delle famiglie principesche, partecipa ad una processione per celebrare la Jauhar.
Sei forti del Rajasthan, forte Amber, forte Chittor, forte Gagron, forte di Jaisalmer, forte Kumbhalgarh e forte Ranthambore sono stati inclusi dall'UNESCO nell'elenco dei patrimoni dell'umanità. Essi sono stati riconosciuti come un bene culturale esempio di architettura militare Rajput di collina.

## Citazioni letterarie
La città abbandonata de Il libro della giungla, indicata col nome di Tane Fredde, è stata identificata da vari critici come Forte Chittor..

## Galleria d'immagini

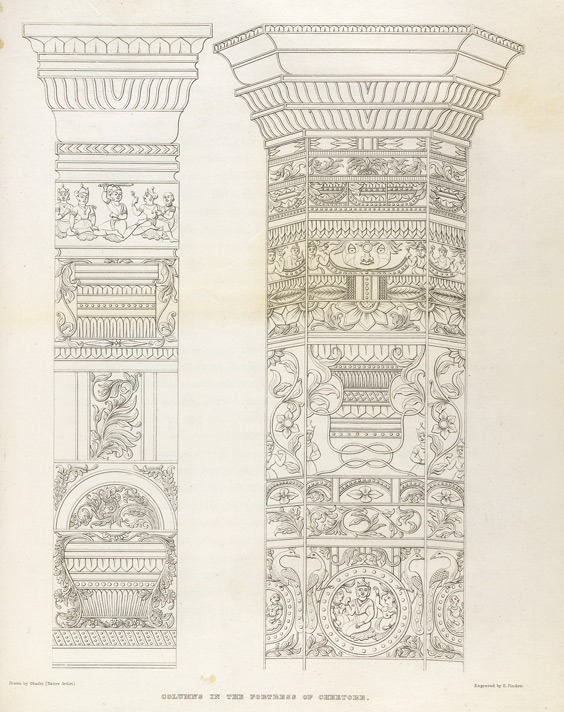
Colonne nella fortezza.
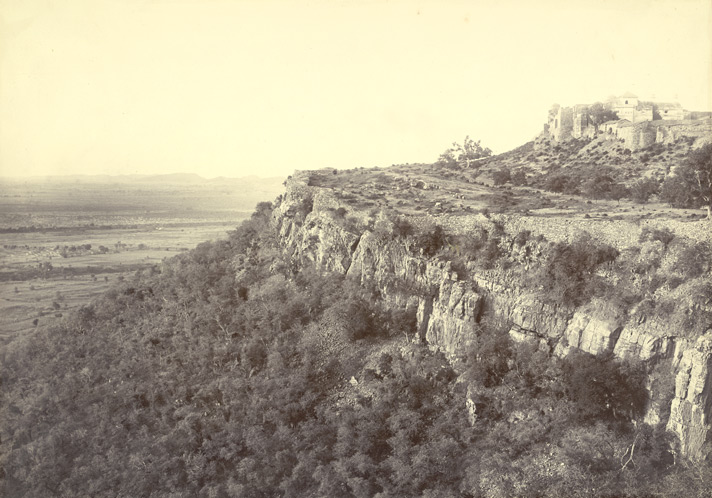
Parte della fortezza.
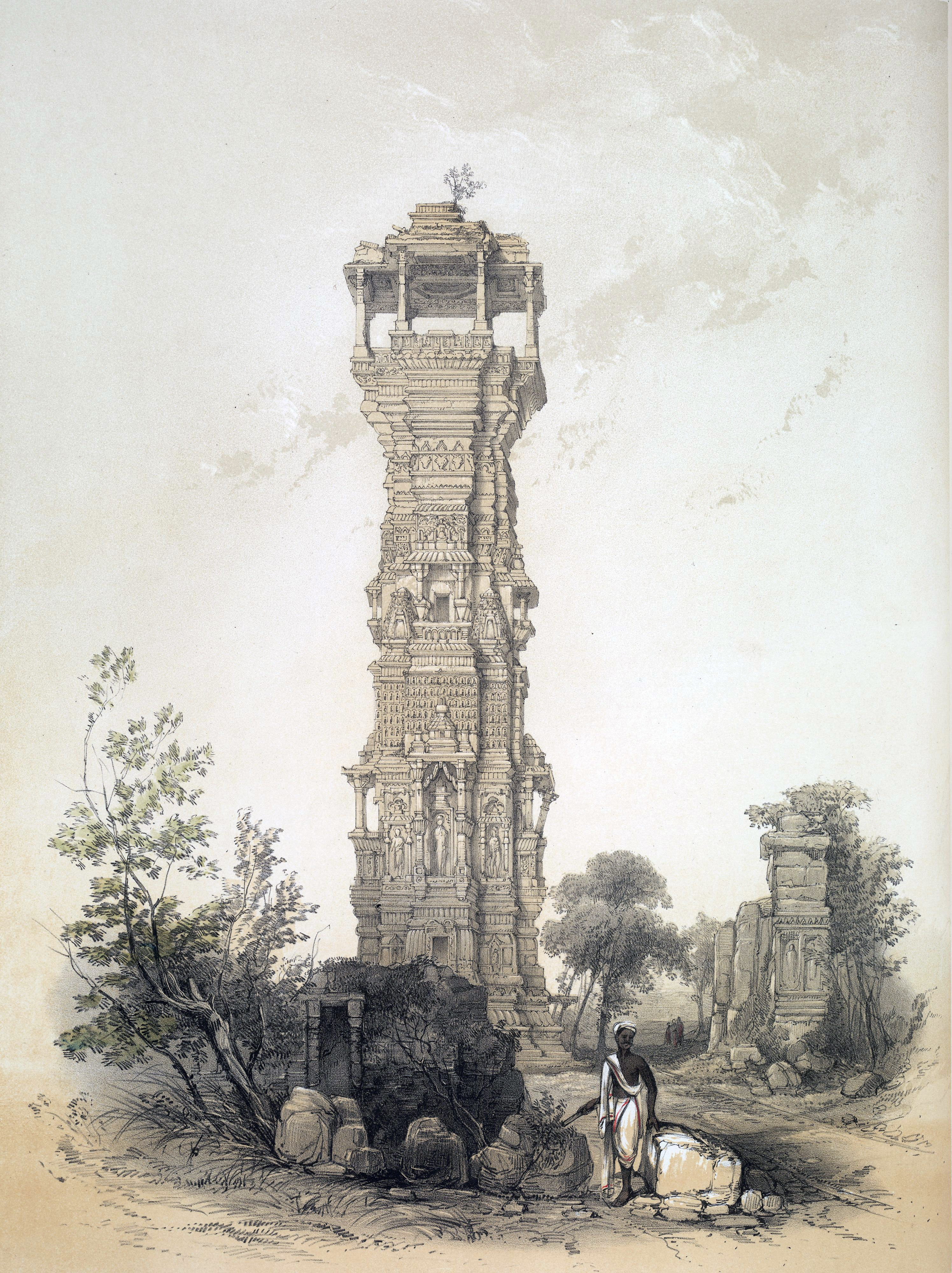
Antica foto del Kirti Stambha
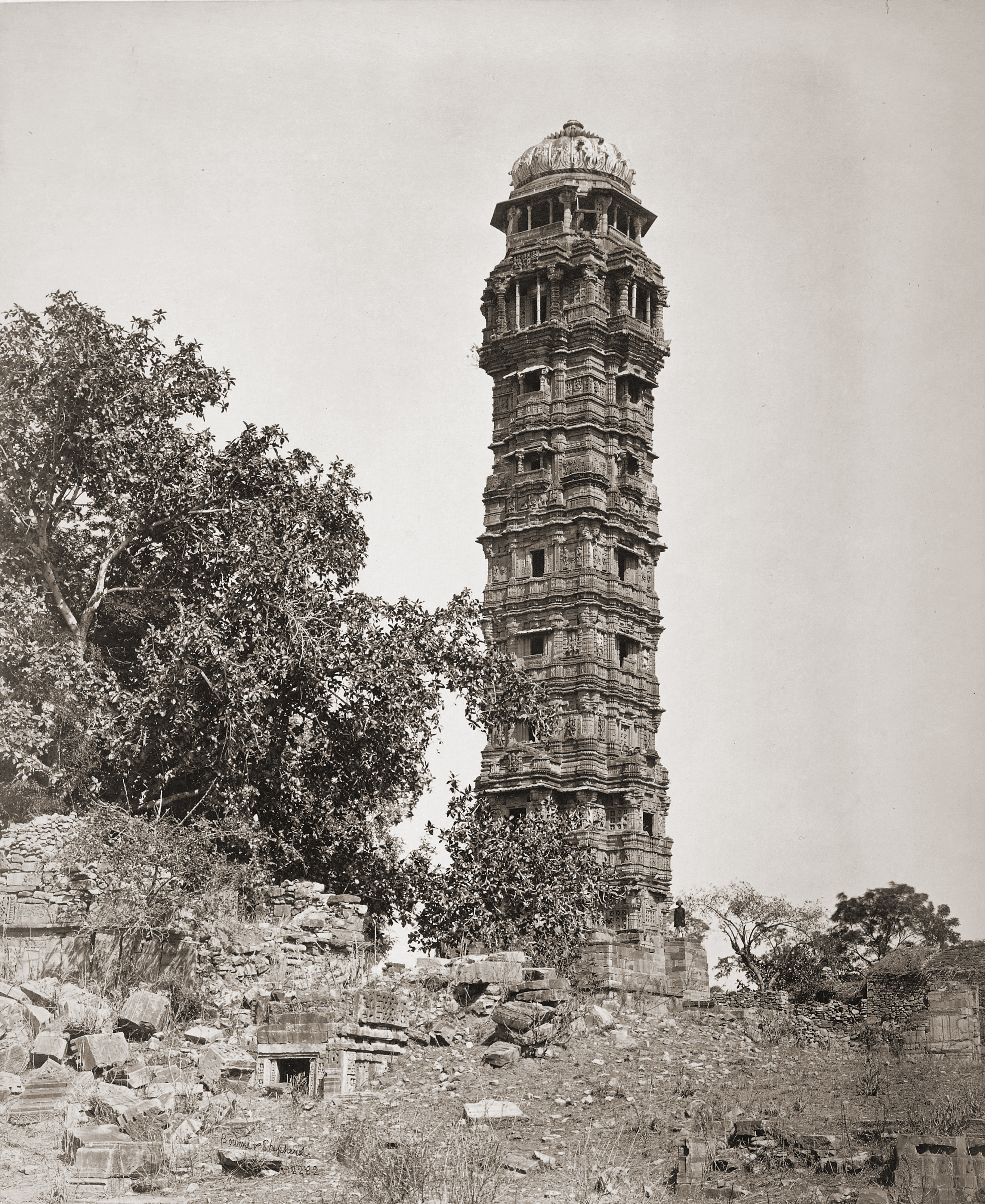
Antica foto del Vijay Stambha
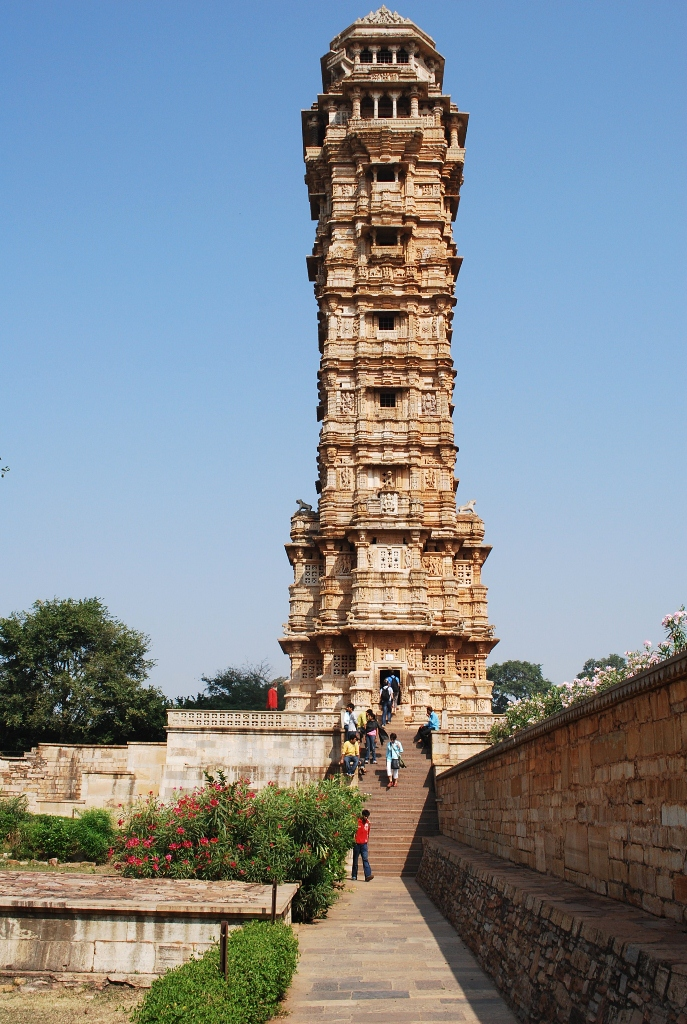
Recente foto del Vijay Stambha (torre della vittoria)
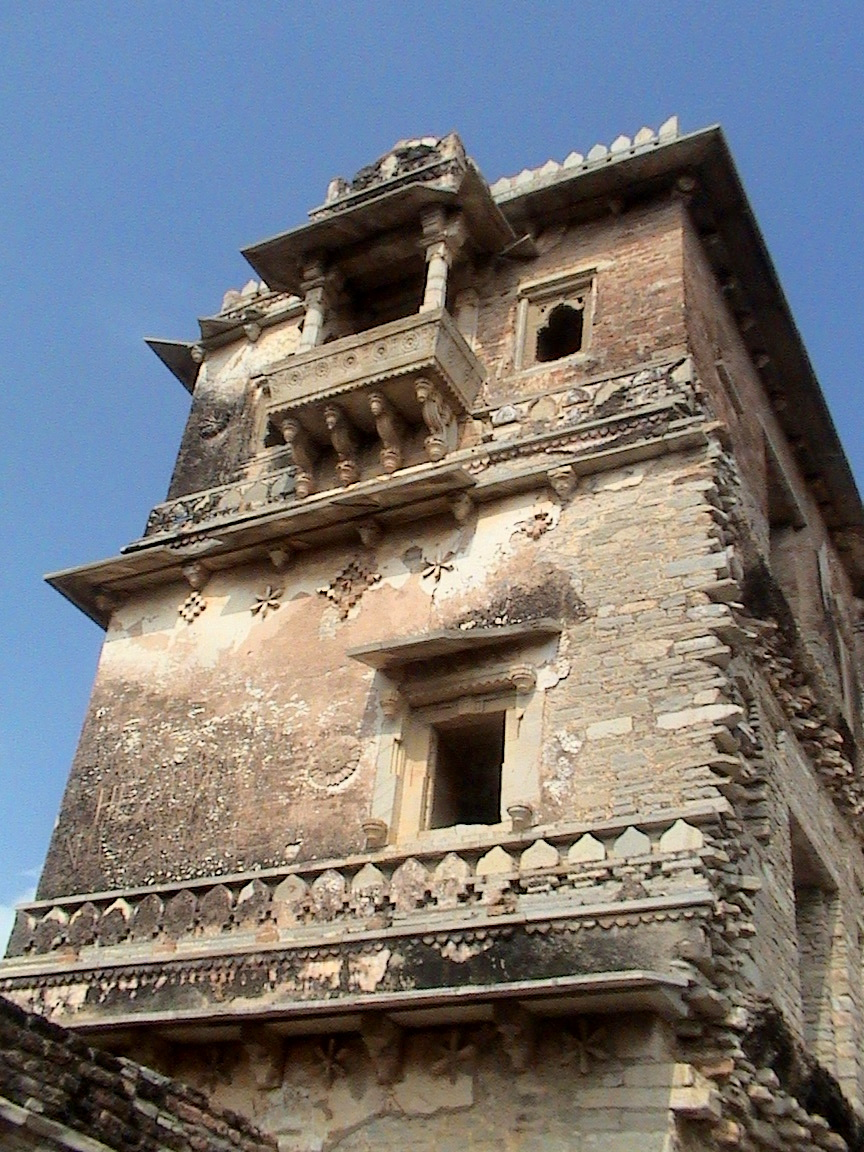
Rovine del forte
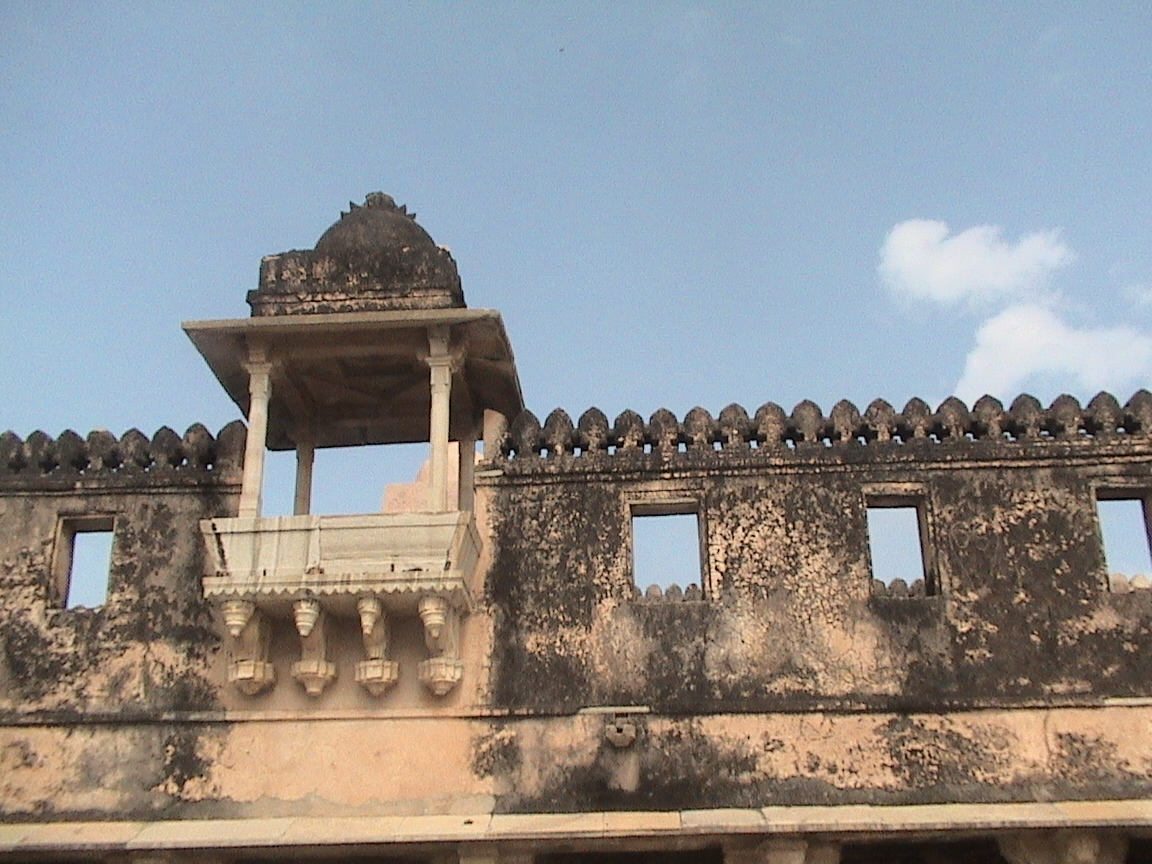
Rovine del forte
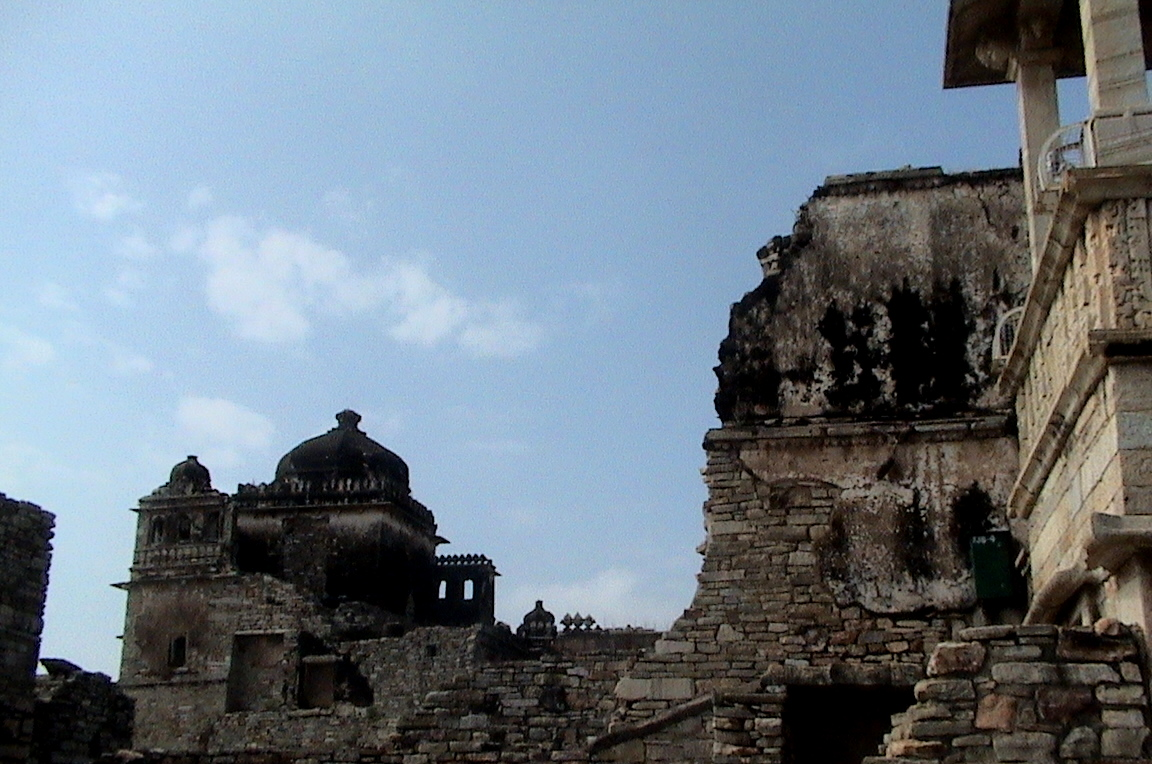
Strutture del forte
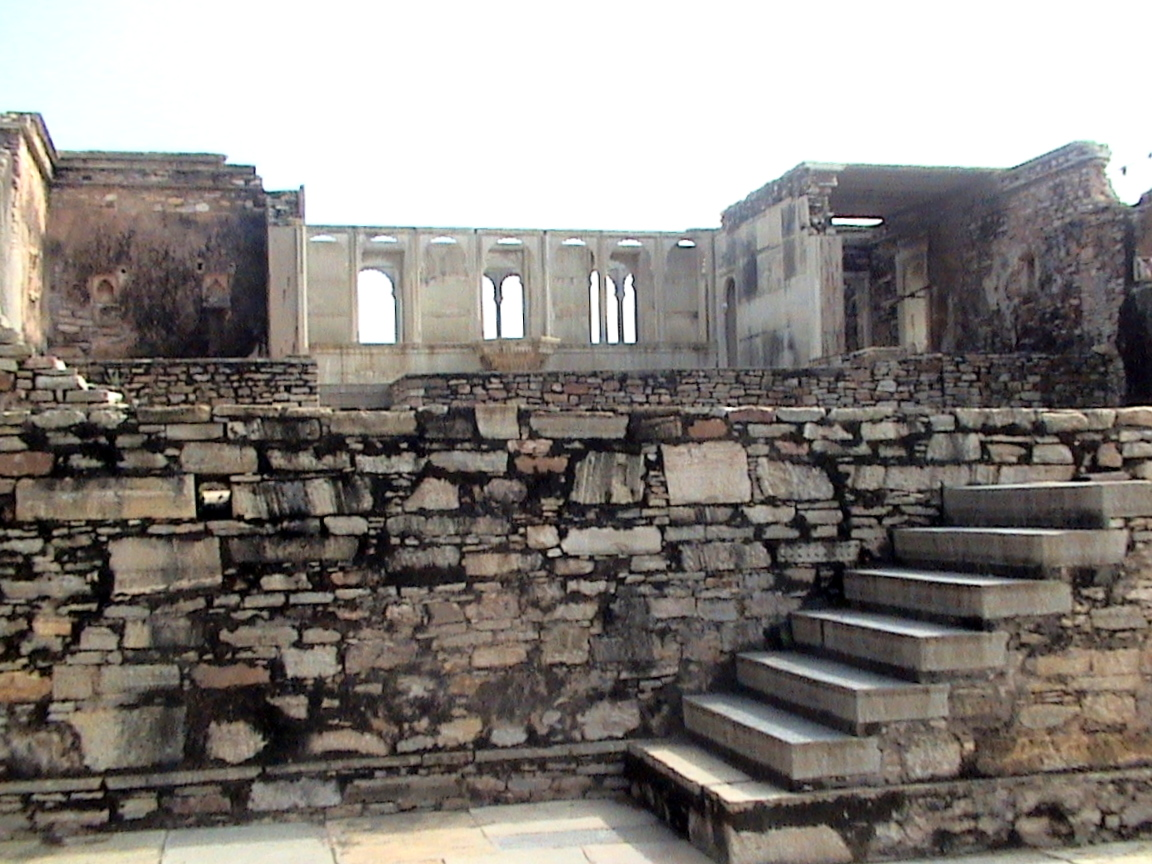
Strutture del forte
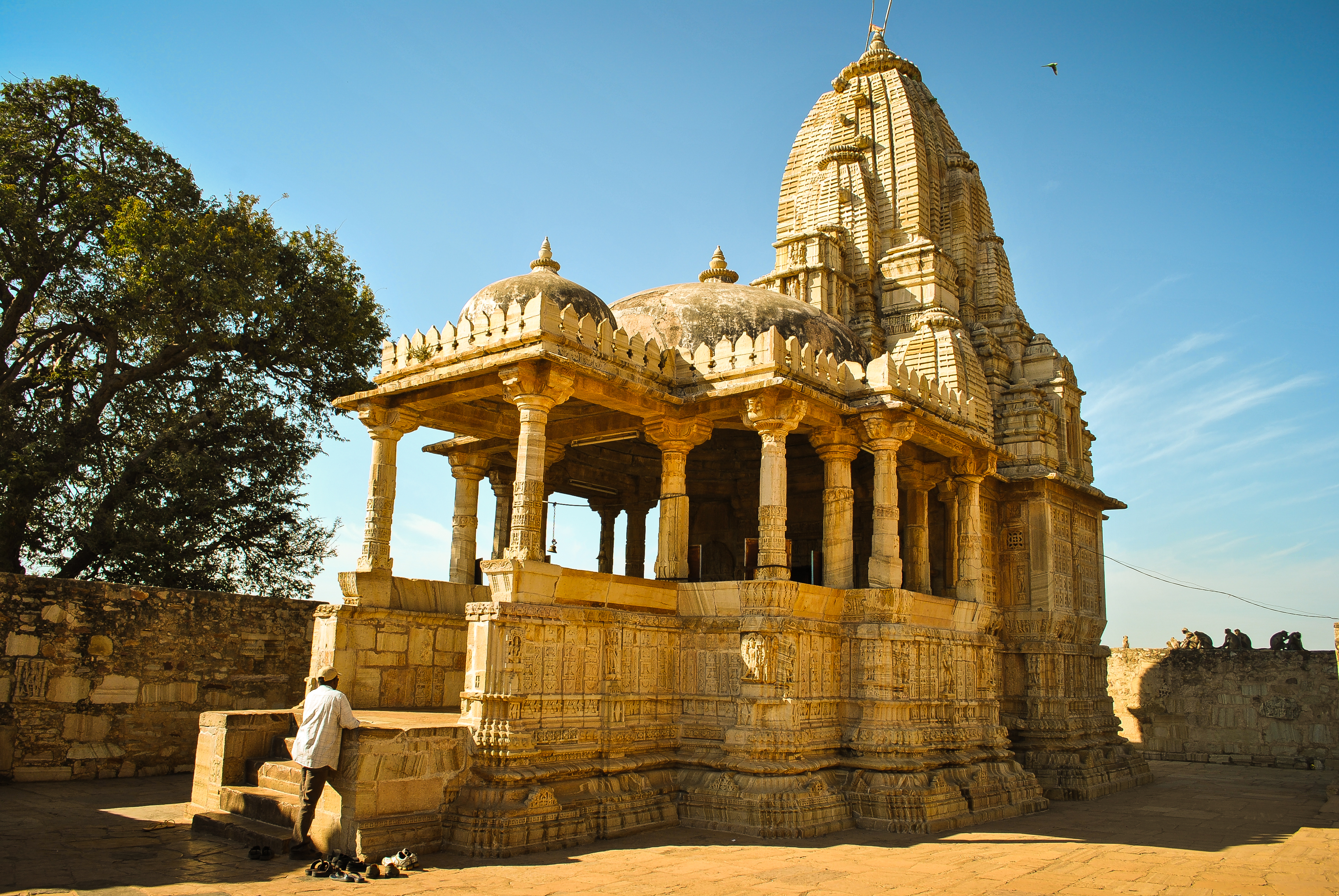
Tempio Meera
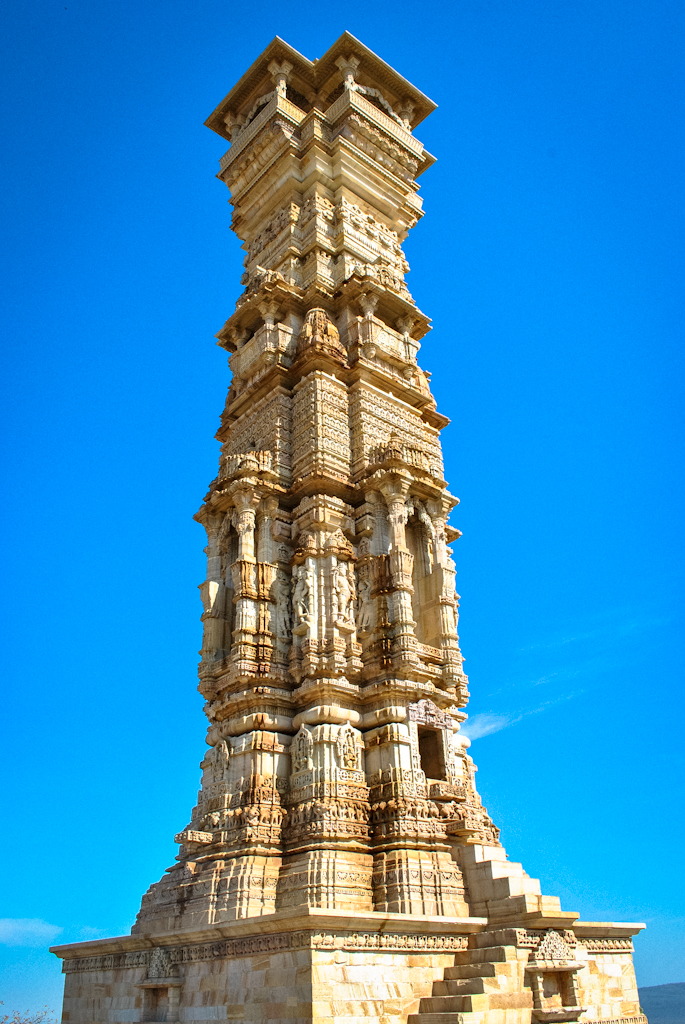
Kirti Stambha
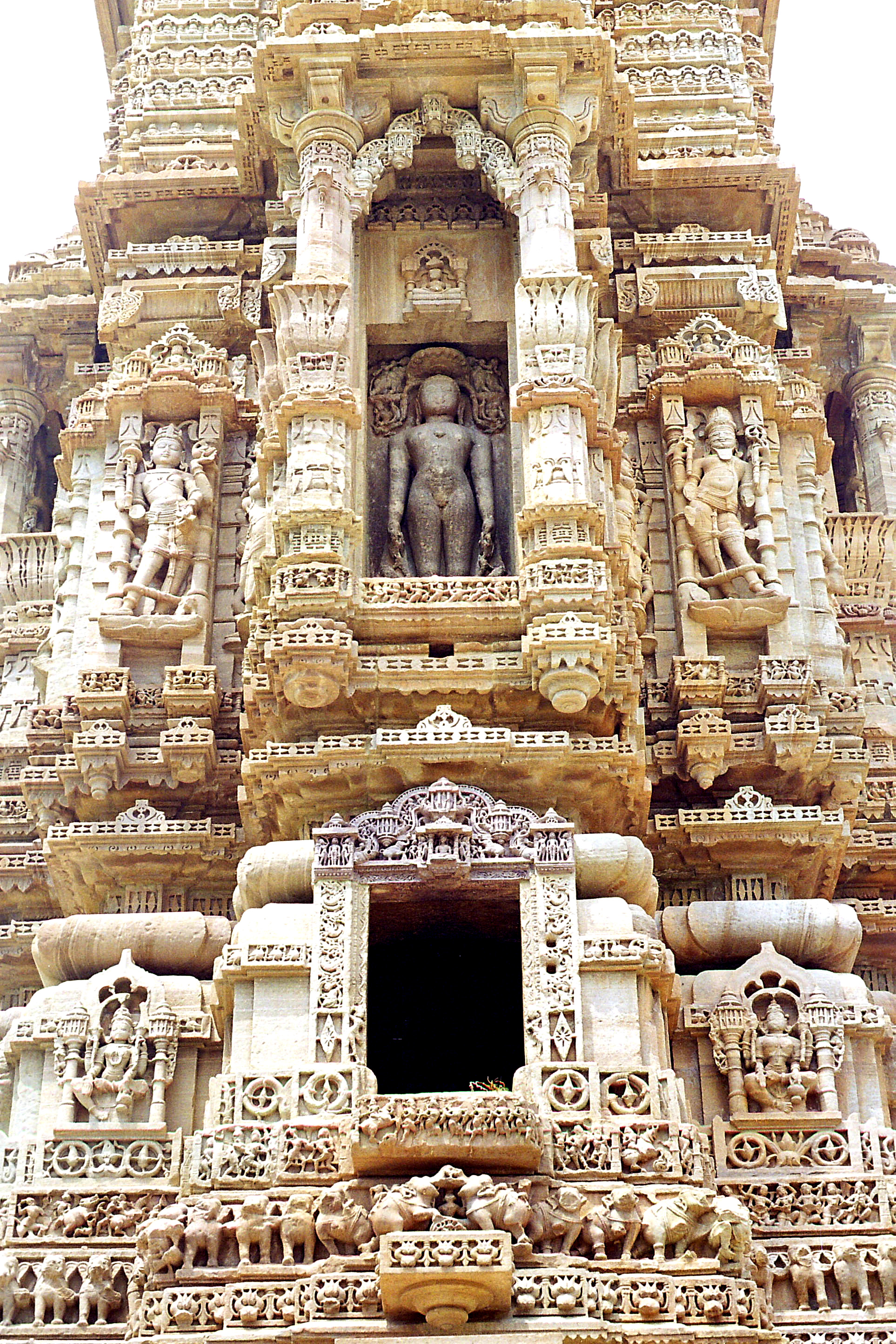
Dettagli del Kirti Stambh
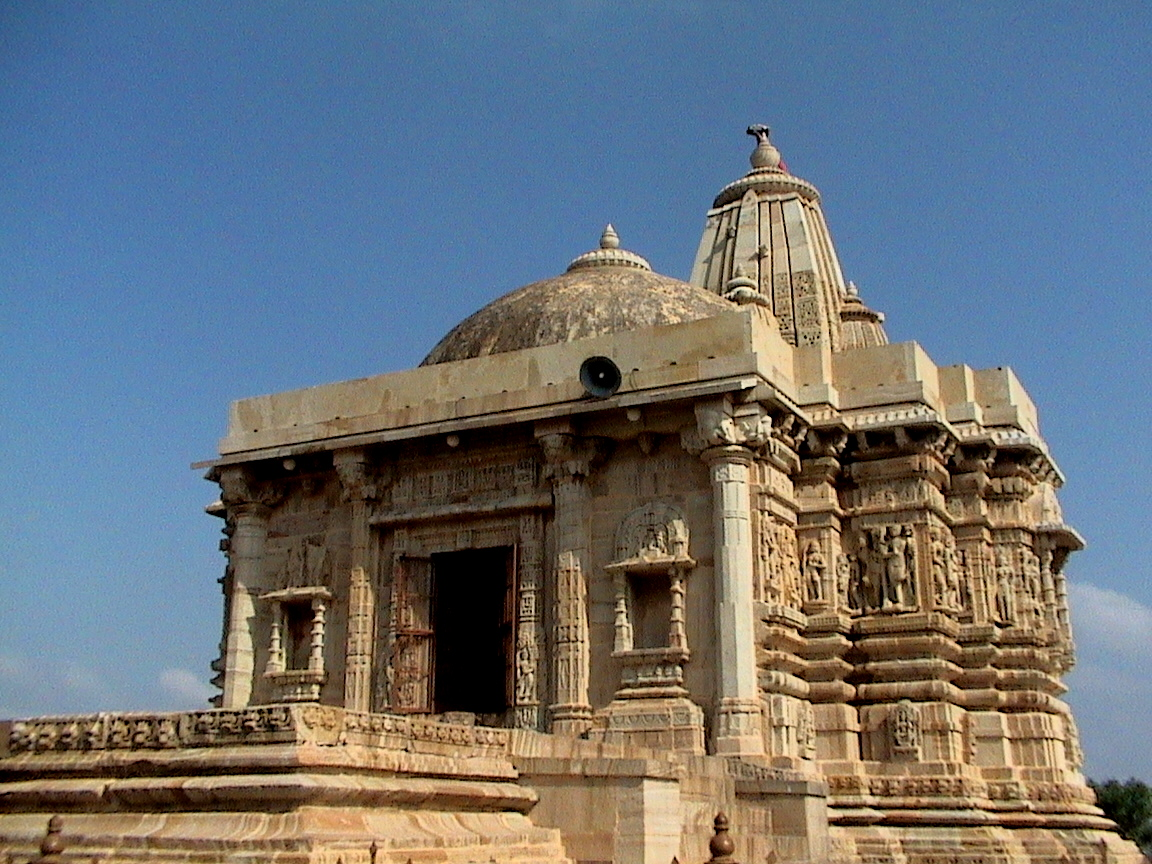
Tempio gianista a Kirtistambha